# Cães & Cia
Cães & Cia é uma revista brasileira, com periodicidade mensal, publicada desde maio de 1979, pela editora Forix, da cidade de Osasco.
Com temática na criação de animais de estimação, sobretudo as raças caninas, a revista possui circulação em todo o país.
A revista foi criada por Marcos José Maria Pennacchi, que a dirigiu por 35 anos, desde sua fundação até junho de 2014, data a partir da qual a revista passou a ser publicada pela Editora TopCo, de Campinas. Seu fundador prosseguiu atuando como responsável pelo conteúdo editorial da publicação.